# Jeu traditionnel (sport)
Un jeu traditionnel est une activité ludique, généralement à vocation sportive, n'ayant pas connu la sportivisation, c'est-à-dire la mutation en sport moderne. Les limites entre jeu et sport restent parfois nébuleuses. Les historiens du sport ne sont pas vraiment d'accord sur ce point. Certains auteurs relèguent au statut de jeu traditionnel toutes les activités sportives antérieures au mouvement de sportivisation initié par les Britanniques entre la fin du XVIIIe et la fin du XIXe siècle. D'autres auteurs distinguent sports et jeux depuis l'Antiquité. Ainsi, ce qui est nommé sport par certains est nommé jeu traditionnel par d'autres. Pour l'exemple, on citera les courses de chars antiques et le jeu de paume de l'Ancien Régime, qui possèdent toutes les caractéristiques modernes du sport. Par excès de langage, nombre d'auteurs englobent désormais les jeux traditionnels sous le vocable de sport.
L'encyclopédie des sports, Plus de 3000 jeux et sports du monde entier (World Sport Encyclopedia) réalisée (en langue polonaise) sur demande de l'UNESCO sous la direction de Wojciech Liponski (version anglaise par Marc Farmer, française par Guy Jaouen) décrit plus d'un millier de jeux traditionnels. On parle également parfois de sport traditionnel, par opposition au sport moderne.
L'AEJeST, Association européenne des jeux et sports traditionnels avait repris l'expression de Jeux et sports traditionnels en 2001, au moment de son congrès fondateur. D'autres options: jeux populaires, jeux anciens, jeux sportifs de tradition culturelle, sports culturels, etc, avaient été proposées afin de définir les pratiques des différentes organisations, car les différentes langues d'Europe avaient toutes une manière particulière de les représenter. Cette expression doit être aussi considéré comme un compromis dialectique.    
En 2009, une réunion importante fut organisée à Téhéran (Iran) sous l’égide du CIGEPS de l'UNESCO, le Comité Intergouvernemental pour Éducation Physique et le Sport de l'organisation mondiale. Cette réunion fut organisée dans le cadre de la plate-forme internationale de développement des jeux et sports traditionnels (JST) de l'UNESCO. L'ordre du jour de cette réunion de Téhéran était de nommer un comité mondial d'experts dont le rôle serait de planifier les actions de cette plate-forme des JST. Il était également de rédiger une définition des jeux traditionnels afin d'harmoniser au mieux les actions de développement.   
La synthèse des différentes contributions d’experts a abouti à la définition suivante : "Le jeu traditionnel est une activité motrice de divertissement et de récréation, pouvant avoir un caractère rituel. Issu de l’identité locale ou régionale, il fait partie de la diversité du patrimoine culturel universel. Pratiqué de manière individuelle ou collective, il est fondé sur des règles acceptées par le groupe qui organise des activités, qu'elles soient compétitives ou non. Le jeu traditionnel a un caractère populaire dans sa pratique et son organisation, mais s’il est transformé en sport il tend à s’uniformiser et à s’institutionnaliser."
Pour comparaison, la définition de Pierre Parlebas du sport moderne, [1] (1986), est une pratique qui a : Une action motrice; Un règlement écrit identique sur toute la planète; Une sélection organisée par des compétitions et championnats; Une institutionnalisation à travers des fédérations globalisées (Parlebas, P. 1986: Activités Physiques et Éducation Motrice: Dossier EPS, 4.Paris: INSEP)
Les experts présents à cette réunion étaient : Erik De Vroede, Belgique; Chuchchai Gommaratut, Thailande ; Guy Jaouen, France ; Wojciech Liponski, Pologne ; Malam Barka Akoda, Niger ; Pierre Parlebas, France ; Jong Young Lee, Corée du Sud ; Khalil Ahmed Khan, Pakistan ; Martin Nchankou, Cameroun ; Ezzeddine Bouzid, Tunisie ; Gholamreza Jafari, Iran ; Detlef Dumon, Allemagne ; Marcello Vasquez, Equateur.

## Exemple de quelques jeux en Afrique
- Ampe ( Togo, Benin, Ghana )
- Langa Buri ( Senegal )
- Kudoza ( Zimbabwe )
- Mankala ( Kenya )
- Adji, ovè (Bénin)